# 記號
記號（sign）又譯徵象，是指一個用來代表其他事物的实体或物体；記號也是攜帶意義的感知。記號與意義有著“鎖合關係”，即意義必須用記號才能表達，記號的用途是表達意義；反之，沒有可以不用記號表達的意義，也沒有不表達意義的記號；任何可以解釋出意義的事物都是記號，而任何意義活動必然是記號過程。
記號可以表示其他事物確定發生或是出現，也可能只是有一定的可能性。記號也可以是語言文字、聲音、表達方式或是手势。若是用實體來作為記號（例如道路交通標誌之類的，通稱為標示），一般上面會有文字、符號、圖畫或是這些的組合，以說明所要表示的內容。
符號學是有關記號及符號的哲學研究，其中包括指號過程的研究，就是符號學概念下的符號運作的方式。

## 分类
- 自然記號[4][5]（natural sign）是指記號和所代表的事物有因果的關係，例如腳印表示曾有人走過，症狀表示可能有特定疾病。
- 慣用記號[6]（conventional sign）則是約定俗成的，有其特定的語意。例如句號表示一句的結束。

## 備註

生物性危害記號是單純的慣用記號，其意思和其所顯示的圖案沒有關係

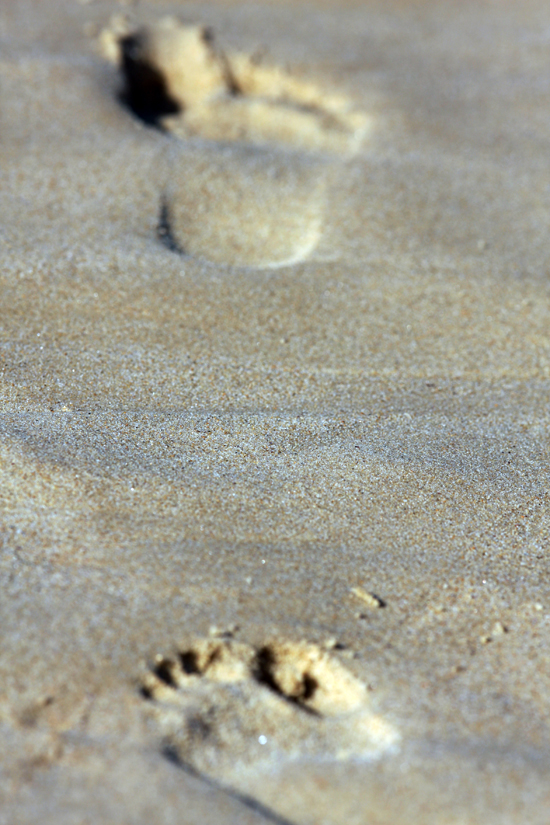
自然環境中的記號可以看出最近有人類的活動

1. ↑  本文按學者李幼蒸著作，將 sign 譯為“記號”，symbol 譯為“符號”，以期符合其他條目（如符號學、規約符號）之論述；事實上，許多學者如趙毅衡，將 sign 譯為“符號”，symbol 譯為“象征”。学者何秀煌认为：记号比符号义广，它可分为自然记号和人工记号，前者适用于表达自然界的信息，如DNA代表遗传信息；后者指人类创造的符号系统，如文字、图象等，人工记号也就是符号。